# Arne Fälth
Arne Fälth, född 1937 i Kristbergs församling, Motala, är en svensk målare, tecknare och skulptör. 
Bland hans offentliga arbeten märks utsmyckningen för tre skolor i Nacka kommun, Huddinge sjukhus, Brottby läkarmottagning, Åkersberga 
lasarett, Linköpings sjukhus, Norrköpings sjukhus och ett ålderscenter i Mjölby. 
Hans konst består av skulpturer ofta med de svenska domesticerade djuren, reliefer, teckningar och målningar med en andlig spiritualistisk grund.
Arne Fälth är representerad vid Östergötlands museum, Västerås konstmuseum, Stockholms landsting, Östergötlands läns landsting, Örebro läns landsting samt ett flertal kommuner.
Han har genom Svenska Institutet uttagits att internationellt representera Sverige i kulturhusen i Paris, Zagreb, Tunis, Sonja Heines Galleri i Norge, Sveagalleriet i Stockholm, Nordiska Mästare i Göteborgs Konstmuseum och har deltagit i Utställningar på Liljevalchs.
Rikstelevisionens Redaktion för Musik och Kultur har producerat ett program om Arne Fälths konst som visats i Sverige och Finland,